# Manosque
Manosque (okcitansko/provansalsko Manòsca/Manosco) je mesto in občina v jugovzhodnem francoskem departmaju Alpes-de-Haute-Provence regije Provansa-Alpe-Azurna obala. Mesto ima okoli 22.000 prebivalcev.

## Geografija
Kraj leži v pokrajini Visoki Provansi na ravnici zahodno od reke Durance 55 km jugozahodno od središča departmaja Digne-les-Bainsa.

## Administracija
Manosque je sedež treh kantonov:
- Kanton Manosque-jugovzhod (delo občine Manosque, občini Corbières, Sainte-Tulle: 7.710 prebivalcev),
- Kanton Manosque-jugozahod (delo občine Manosque, občini Montfuron, Pierrevert: 10.591 prebivalcev),
- Kanton Manosque-sever (delo občine Manosque, občini Saint-Martin-les-Eaux, Volx: 11.388 prebivalcev).

Vsi trije kantoni so sestavni deli okrožja Forcalquier.

## Zgodovina
Mesto je obstajalo že pred letom 966, ko je pod imenom Manoasca prvikrat zgodovinsko omenjeno, ob vpadih Saracenov na ozemlje Provanse. V 12. stoletju je mesto pod vplivom malteških vitezov dobilo sodnika. Stoletje kasneje je dobilo tudi svoje obzidje, ko se je z razvojem trgovine število prebivalstva znatno povečalo in preseglo 10.000. Obdobje negotovosti se je vrnilo v času stoletne vojne z grožnjami s strani vojske plačancev - Grandes compagnies. 
Do 18. stoletja se je staro mestno jedro razširilo na vzhod in doseglo sedanje dimenzije. Nanj sta močno vplivali epidemiji kuge (1720) in kolere (1834), ki sta pustošili po Provansi. Ponoven vzpon je Manosque doživel v obdobju sredi 20. stoletje, ko se je število prebivalstva v tridesetih letih povečalo za štirikrat, na 20.000, pri tem pa je ostalo vse do danes.

## Zanimivosti
- staro mestno jedro hruškaste oblike je obdan z bulvarji, ki so nadomestili mestno obzidje. Od slednjega so ostala mestna vrata Porte Saunerie in Porte Soubeyran, ki so sedanjo obliko dobila v 14. stoletju.
- romanska cerkev Notre-Dame-de-Romigier, vpisana na seznam francoskih zgodovinskih spomenikov, stoji na mestnem trgu. V njej se nahaja kipec črne madone, v stranski kapelici pa marmornat oltar v obliki sarkofaga iz 5. stoletja.
- romansko-gotska cerkev Presvetega Odrešenika je zgrajena v obdobju 12. do 13. stoletja, njen zvonik se je porušil ob potresu leta 1708; francoski zgodovinski spomenik.

## Pobratena mesta
- Leinfelden-Echterdingen (Baden-Württemberg, Nemčija),
- Voghera (Lombardija, Italija).